# Sénaillac-Latronquière
Sénaillac-Latronquière är en kommun i departementet Lot i regionen Occitanien i södra Frankrike. Kommunen ligger i kantonen Latronquière som tillhör arrondissementet Figeac. År 2022 hade Sénaillac-Latronquière 129 invånare.

## Befolkningsutveckling
Antalet invånare i kommunen Sénaillac-Latronquière
| Referens: INSEE |